# Golfo San Matías
El golfo San Matías es un golfo de Argentina localizado en la costa del océano Atlántico (en el tramo conocido como mar Argentino), que se extiende entre punta Bermeja, al norte, en la provincia de Río Negro, y punta Norte, al sur, en el extremo de la península Valdés, en la provincia del Chubut.
Tiene unos 148 km de fondo con una anchura en su boca de unos 118 km y posee aguas muy profundas sin peligros para la navegación.
Las mareas en su interior son de régimen semidiurno y tienen una amplitud de entre 3,5 y 7,6 m
En su interior se encuentran los puertos de:
- San Antonio Oeste (pesquero)
- San Antonio Este (ultramar) frutas y derivados.
- Punta Colorada (ultramar) mineral de hierro, actualmente inactivo.

Los balnearios de:
- El Cóndor (Río Negro)
- Las Grutas.
- Playas Doradas.

Además, de su costa de desprenden los siguientes cuerpos de agua:
- Bahía San Antonio: bahía de aguas profundas en la que se encuentran las localidades de San Antonio Este y Oeste y sus respectivos puertos.
- Golfo San José.

La legislación argentina lo considera como aguas interiores del país mediante la ley n.º 18.502, aunque no es aceptado por otros países:

Las provincias ejercerán jurisdicción sobre el mar territorial adyacente a sus costas, hasta una distancia de tres millas marinas medidas desde la línea de las más bajas mareas, salvo en los casos de los golfos San Matías, Nuevo y San Jorge, en que se medirán desde la línea que une los cabos que forman su boca.

## Biodiversidad del Golfo San Matías
El Golfo San Matías alberga una gran diversidad de especies marinas debido a su ubicación en una zona de transición entre las regiones biogeográficas de Argentina y Magallanes. Varias de estas especies completan todo su ciclo de vida dentro de esta cuenca parcialmente cerrada, formando subpoblaciones separadas de las que se encuentran en la plataforma continental. Ejemplos de estas especies incluyen la merluza común, el salmón de mar, el mero, el pez gallo, e invertebrados como la vieira, el mejillón, la almeja púrpura y el pulpito tehuelche.
La riqueza oceanográfica de este ecosistema también permite la presencia de numerosas especies marinas, como los delfines común, oscuro y franciscana, la ballena franca austral, el lobo marino de un pelo, diversas tortugas marinas, y un amplio espectro de aves marinas y costeras. A su vez, las costas del golfo, bordeadas por el océano Atlántico, se distinguen por sus playas tranquilas, áreas naturales protegidas, entornos inalterados, imponentes acantilados, extensos campos de dunas y grandes restingas.

## Construcción de un oleoducto y puerto petrolero
En 2023, la petrolera Yacimientos Petrolíferos Fiscales (YPF) anunció que comenzaría la construcción de un oleoducto que atravesaría la meseta patagónica de Río Negro y terminaría en un puerto petrolero a construirse en Punta Colorada, una localidad ubicada en el sur de la provincia, sobre las costas del Golfo San Matías, 8 km al sur del Parque Nacional “Islote Lobos” y 8 km al norte del Área Natural Protegida “Puerto Lobos”.
El propósito de YPF es conectar Vaca Muerta con el Golfo San Matías a través de un oleoducto de casi 600 kilómetros y la construcción de un puerto petrolero que promete ser el más grande de Latinoamérica. El objetivo es transportar crudo desde la cuenca neuquina hasta el océano atlántico para su exportación a otros países a partir de 2026.
De acuerdo a declaraciones de YPF en medios de comunicación y del Gobierno de Río Negro en comunicados oficiales, la elección de la zona de Punta Colorada para realizar esta obra se debe principalmente a la profundidad de sus aguas que permitirá el ingreso de grandes buques de exportación como los denominados buques VLCC (Very Large Crude Carrier) que hoy no pueden operar en ninguna terminal del país.
Además argumentan que tomaron en cuenta la distancia con la zona central de Vaca Muerta es más corta que en otras alternativas analizadas. La zona elegida se encuentra a unos pocos kilómetros de la Ruta Nacional N°23, el Aeropuerto de San Antonio Oeste, el puerto de San Antonio Este, al Sistema Interconectado Nacional de 500 kw y la Línea Atlántica de 132 kw. Existe una infraestructura adecuada para el desarrollo del proyecto: accesos y logística (cercanía a Sierra Grande), energía eléctrica y gas disponible.
Por otro lado, desde el Gobierno de Río Negro argumentan que en Punta Colorada se encuentra el Puerto Mineralero, lo cual es un antecedente de actividad industrial con infraestructura preexistente. En cuanto a los riesgos analizados, aseguran que son considerados bajos dado que todas las operaciones de carga y descarga de buques se realizan siguiendo los estándares y normativas nacionales e internacionales.

### Derogación de una ley que protegía al Golfo San Matías
Desde 1999, la Ley n° 3308 brindó protección al Golfo San Matías y la Península de Valdés de la contaminación por hidrocarburos prohibiendo proyectos petroleros. Pero esta ley fue modificada de manera exprés e inconsulta por la legislatura rionegrina en septiembre de 2022, mediante una nueva ley, la ley 5594, que permite la instalación de ductos para el transporte de hidrocarburos.
Su modificación, viola los artículos 41 y 75 inciso 22 de la Constitución Nacional; los artículos 26, 85, 141 y 142 de la Constitución Provincial; el Acuerdo de Escazú; los artículos 18 y 19 de la Declaración Universal de Derechos Humanos; el 13 de la Convención Americana sobre Derechos Humanos y el 19.2 del Pacto Internacional de Derechos Civiles y Políticos, sin contar la Ley General del Ambiente, de acuerdo con la presentación judicial de organizaciones de todo el país que apoyaron a la Multisectorial Golfo San Matías, incluyendo la Asociación Argentina de Abogades Ambientalistas, Greenpeace, Fundación Patagonia Natural, Fundación Inalafquen, Pastoral Social Diócesis Alto Valle-Bariloche-Viedma, asambleas socioambientales, medios comunitarios, artistas y vecinos de las comunidades costeras.
En un documento de once páginas YPF dejó asentado que se encargó de gestionar la modificación de la ley que protegía hasta septiembre de 2022 al Golfo San Matías. Así surge de una presentación realizada por personal de la empresa ante diputados rionegrinos y otros actores políticos en agosto de 2022, previo a las sesiones legislativas en las que los legisladores accedieron a modificar la legislación para votar una nueva normativa hecha a medida del oleoducto, según pudo reconstruir elDiarioAR junto a Climate Tracker, en un trabajo conjunto sobre quiénes retrasan la transición energética justa en Argentina.
El documento en el que YPF admite que gestionó la caída de la ley ambiental es una presentación de Power Point que contiene información técnica sobre el proyecto petrolero, mapas y proyecciones para el transporte de crudo desde Vaca Muerta. No hay mención al impacto ambiental de la obra y del transporte de crudo en el área hasta entonces protegida.

### Impactos ambientales de la construcción del oleoducto en el Golfo San Matías
Según denuncian las Organizaciones del Foro para la Conservación del Mar Patagónico y Áreas de Influencia, además de los posibles derrames y microderrames, el incremento del tráfico marino, el impacto acústico y la probabilidad de colisión entre las naves y las diferentes especies se transforman en un riesgo inminente para la biodiversidad del Golfo San Matías.
La medida generaría graves impactos en la población de ballenas francas australes que utilizan el área como zona de cría y reproducción y tendría impactos negativos directos sobre los ecosistemas de varias reservas naturales como: el Parque Nacional Islote Lobos, el Área Natural Protegida y Patrimonio Natural de la Humanidad Península Valdés, la Reserva de Usos Múltiples Caleta de Los Loros y el Área Natural Protegida Bahía San Antonio. Cabe resaltar que Península Valdés fue declarada Patrimonio de la Humanidad por la UNESCO en 1999.